# Kościół Matki Boskiej Różańcowej w Peraście

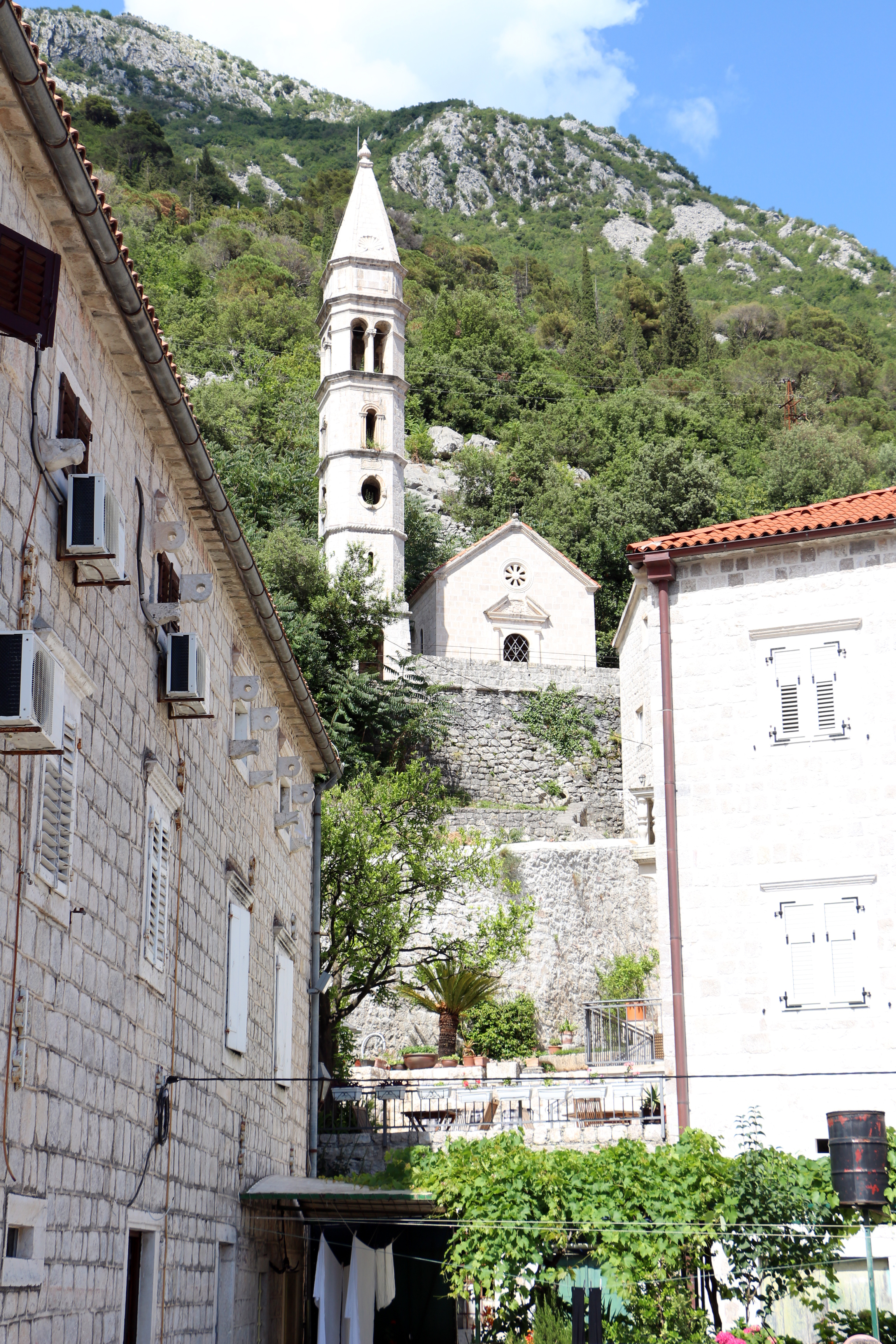
Kościół Matki Boskiej Różańcowej w Peraście

Kościół Matki Boskiej Różańcowej (serbsko-chorw. Gospa od Rozarija) – zabytkowy kościół katolicki w mieście Perast nad Zatoką Kotorską w Czarnogórze. Usytuowany jest w zachodniej części miasta, w górnej strefie zabudowy.
Wzniósł go w 1678 r. arcybiskup Baru Andrija Zmajević jako kaplicę z przeznaczeniem na swoje mauzoleum. Murowany na rzucie prostokąta, nakryty dwuspadowym dachem. Towarzysząca mu smukła, ośmioboczna dzwonnica, z nietypowymi owalnymi otworami okiennymi na trzeciej kondygnacji, uznawana jest za jedną z najpiękniejszych na całym adriatyckim wybrzeżu. Według tradycji dzwonnicę tę miał zprojektować sam Andrija Zmajević. Obydwa obiekty mają cechy architektury zarówno renesansowej jak i barokowej.